# Emma Fowler
Emma Fowler (* 5. Juni 1979 in Taunton) ist eine ehemalige britische Biathletin. Sie war in den 2000er Jahren eine der erfolgreichsten Biathletinnen ihres Landes.

## Karriere

### Podest im Europacup und Weltcupdebüt (1998–2003)
Emma Fowler diente wie fast alle britischen Biathleten bei den britischen Streitkräften. Die Sergeantin startete für das 1 LS Regiment Royal Logistic Corps und wurde von Walter Pichler trainiert. Biathlon betreibt die Canningtonerin seit 1997, ab 1998 war sie Mitglied des britischen Nationalkaders. Ihre ersten internationalen Rennen machte sie im Rahmen der Sommerbiathlon-Weltmeisterschaften 1998 in Osrblie, wo sie sowohl im Sprint wie auch in der Verfolgung 32. wurde. Das erste Winterrennen lief sie 1999 im Rahmen des Biathlon-Europacups in Friedenweiler und wurde 21. des Sprints. Nur wenig später kam sie bei den Junioren-Weltmeisterschaften in Pokljuka im Einzel auf Rang 33. In Alt St. Johann konnte sie hinter Brigitte Weisleitner Zweite in einem Europacup-Sprint werden. Im März 2000 startete Fowler in Ruhpolding auch erstmals im Biathlon-Weltcup. In ihrem ersten Rennen, einem Sprint, wurde sie 73. Fowler versäumte die komplette Saison 2002/03, weil sie als Soldatin im Golfkrieg zum Einsatz kam.

### Olympiateilnahme und nationale Dominanz (2004 – 2011)
Ihre besten Resultate im Weltcup erreichte sie in den Saisonen 2004/05 und 2005/06 mit Resultaten unter den besten 50, darunter ein 44. Platz im Verfolgungsrennen von Oberhof. 2001, 2005, 2007 und 2008 nahm Fowler an Biathlon-Weltmeisterschaften teil. Die besten Ergebnisse erreichte sie 2005 in Hochfilzen mit den Plätzen 53 im Sprint und 55 in der Verfolgung. Der Karrierehöhepunkt war die Teilnahme an den Olympischen Winterspielen 2006 von Turin, wo die Britin als erste Frau aus dem Vereinigten Königreich im Biathlon startete und 78. im Einzel und 76. des Sprints wurde. 2010 beendete sie ihre Karriere als Biathletin im Nationalkader.

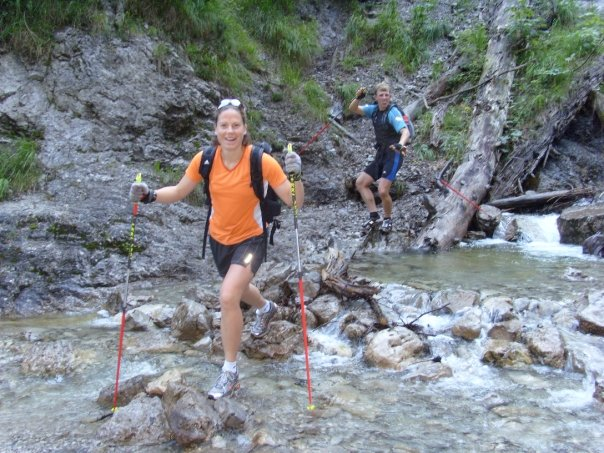
Emma Fowler beim Bergwandern in den Alpen, im Hintergrund Andy McCann

National war Fowler ab Mitte der 2000er Jahre bei den britischen Frauen das Maß aller Dinge. 25 mal konnte sie Titel bei den nationalen Meisterschaften gewinnen, 2004 sogar alle fünf möglichen. Hinzu kamen die Titel in der Staffel bei den Langlauf-Meisterschaften 2004, 2005, 2007 und 2008 sowie der Titel über 7,5 km in der Freien Technik 2007 und 2004 über 10 km.
Ihre Karriere beendete Emma Fowler nach den britischen Meisterschaften 2011 endgültig.

## Statistiken

### Biathlon-Weltcup-Platzierungen
Die Tabelle zeigt alle Platzierungen (je nach Austragungsjahr einschließlich Olympische Spiele und Weltmeisterschaften).
- 1.–3. Platz: Anzahl der Podiumsplatzierungen
- Top 10: Anzahl der Platzierungen unter den ersten zehn (einschließlich Podium)
- Punkteränge: Anzahl der Platzierungen innerhalb der Punkteränge (einschließlich Podium und Top 10)
- Starts: Anzahl gelaufener Rennen in der jeweiligen Disziplin

| Platzierung         | Einzel | Sprint | Verfolgung | Massenstart | Staffel | Gesamt |
| ------------------- | ------ | ------ | ---------- | ----------- | ------- | ------ |
| 1. Platz            |        |        |            |             |         |        |
| 2. Platz            |        |        |            |             |         |        |
| 3. Platz            |        |        |            |             |         |        |
| Top 10              |        |        |            |             |         |        |
| Punkteränge         |        |        |            |             | 3       | 3      |
| Starts              | 24     | 56     | 5          |             | 3       | 88     |
| Stand: Karriereende |        |        |            |             |         |        |

### Olympische Winterspiele
Ergebnisse bei Olympischen Winterspielen:
|                                       | Einzelwettbewerbe | Einzelwettbewerbe | Einzelwettbewerbe | Einzelwettbewerbe |
| Einzel                                | Sprint            | Verfolgung        | Massenstart       |                   |
| ------------------------------------- | ----------------- | ----------------- | ----------------- | ----------------- |
| Olympische Winterspiele 2006 \| Turin | 78.               | 67.               | –                 | –                 |

### Biathlon-Weltmeisterschaften
Ergebnisse bei den Weltmeisterschaften:
| Weltmeisterschaften | Weltmeisterschaften | Einzelwettbewerbe | Einzelwettbewerbe | Einzelwettbewerbe | Einzelwettbewerbe | Staffelwettbewerbe |
| Jahr                | Ort                 | Einzel            | Sprint            | Verfolgung        | Massenstart       | Damenstaffel       |
| ------------------- | ------------------- | ----------------- | ----------------- | ----------------- | ----------------- | ------------------ |
| 2001                | Pokljuka            | 68.               | 67.               | –                 | –                 | –                  |
| 2005                | Hochfilzen          | 89.               | 53.               | 55.               | –                 | –                  |
| 2007                | Antholz             | 83.               | 67.               | –                 | –                 | –                  |
| 2008                | Östersund           | 85.               | 87.               | –                 | –                 | –                  |
| 2009                | Pyeongchang         | 83.               | 79.               | –                 | –                 | 21.                |

### Juniorenweltmeisterschaften
Ergebnisse bei den Juniorenweltmeisterschaften:
| Weltmeisterschaften | Weltmeisterschaften | Einzel | Sprint | Verfolgung | Staffel |
| Jahr                | Ort                 | Einzel | Sprint | Verfolgung | Staffel |
| ------------------- | ------------------- | ------ | ------ | ---------- | ------- |
| 1999                | Pokljuka            | 33.    | 51.    | –          | –       |